# Bisdom Groningen-Leeuwarden
Het bisdom Groningen-Leeuwarden (Latijn: Dioecesis Groningensis-Leovardiensis) is een van de zeven bisdommen van de Nederlandse katholieke kerkprovincie en werd heropgericht in 1956. Het omvat de provincies Groningen, Friesland en Drenthe en de Noordoostpolder. Het bisdom draagt zijn huidige dubbele naam sinds 26 november 2005. Tot die datum was het bisdom bekend als bisdom Groningen. Patroon van het bisdom is Bonifatius.

## Huidige situatie

### Secularisatie
Het aantal priesters is in het bisdom sinds de jaren 70 van de twintigste eeuw aanmerkelijk afgenomen. Er werkten anno 2007 nog slechts 26 priesters in het bisdom Groningen-Leeuwarden; daarnaast zijn er enkele emeriti-priesters actief. In het bisdom zijn 90 katholieke kerken, die in 83 parochies stonden. Vanwege een tekort aan priesters hebben pastoors verscheidene parochies onder hun hoede (in sommige gevallen 6 tegelijkertijd, hetgeen een grote belasting betekent). Daarnaast zijn er 28 pastoraal werkers en diakens werkzaam in het bisdom. Vanwege de toenemende secularisering en de wil om te komen tot een beter bestuur heeft het bisdom verscheidene keren moeten reorganiseren. Sinds de laatste reorganisatie in 2006 kent dit bisdom (als eerste van Nederland) geen dekenaten meer.
De voortgaande ontkerkelijking noodzaakt verdere drastische reorganisaties in de Nederlandse bisdommen. Volgens plan zal het aantal parochies overal in slechts een paar jaar met circa 80% afnemen. Ook in het bisdom Groningen zullen de parochies moeten fuseren, waarbij kerksluitingen niet worden uitgesloten. In een op 26 november 2011 gepubliceerd beleidsplan wordt voorzien in een samenvoeging van de destijds nog 81 parochies tot 19 grote parochies, die uiterlijk 1 januari 2018 moeten zijn gevormd. De status begin 2014 was volgens het bisdom dat er nog 67 parochies over waren. Anno 2025 telt het bisdom 19 fusieparochies. 

### Kerncijfers van het bisdom Groningen-Leeuwarden
Volgens het onderzoeksinstituut KASKI maakte in het jaar 2008 het katholieke volksdeel met circa 109.000 kerkelijk geregistreerde gelovigen 6,1% van de totale bevolking van het bisdom uit. Iedere zondag bezochten gemiddeld 7.120 mensen de kerk. Dat is 0,4 percent van de totale bevolking van het bisdom Groningen-Leeuwarden. Over het totale weekend gemeten (dus zaterdag en zondag inclusief dubbeltellingen van diegenen die op beide dagen naar de kerk gaan), is met bijna 10 % het weekendkerkbezoek van de katholieken in het het bisdom Groningen-Leeuwarden het hoogste van alle Nederlandse bisdommen.

## Geschiedenis

### Bisschoppelijke indeling van 1559

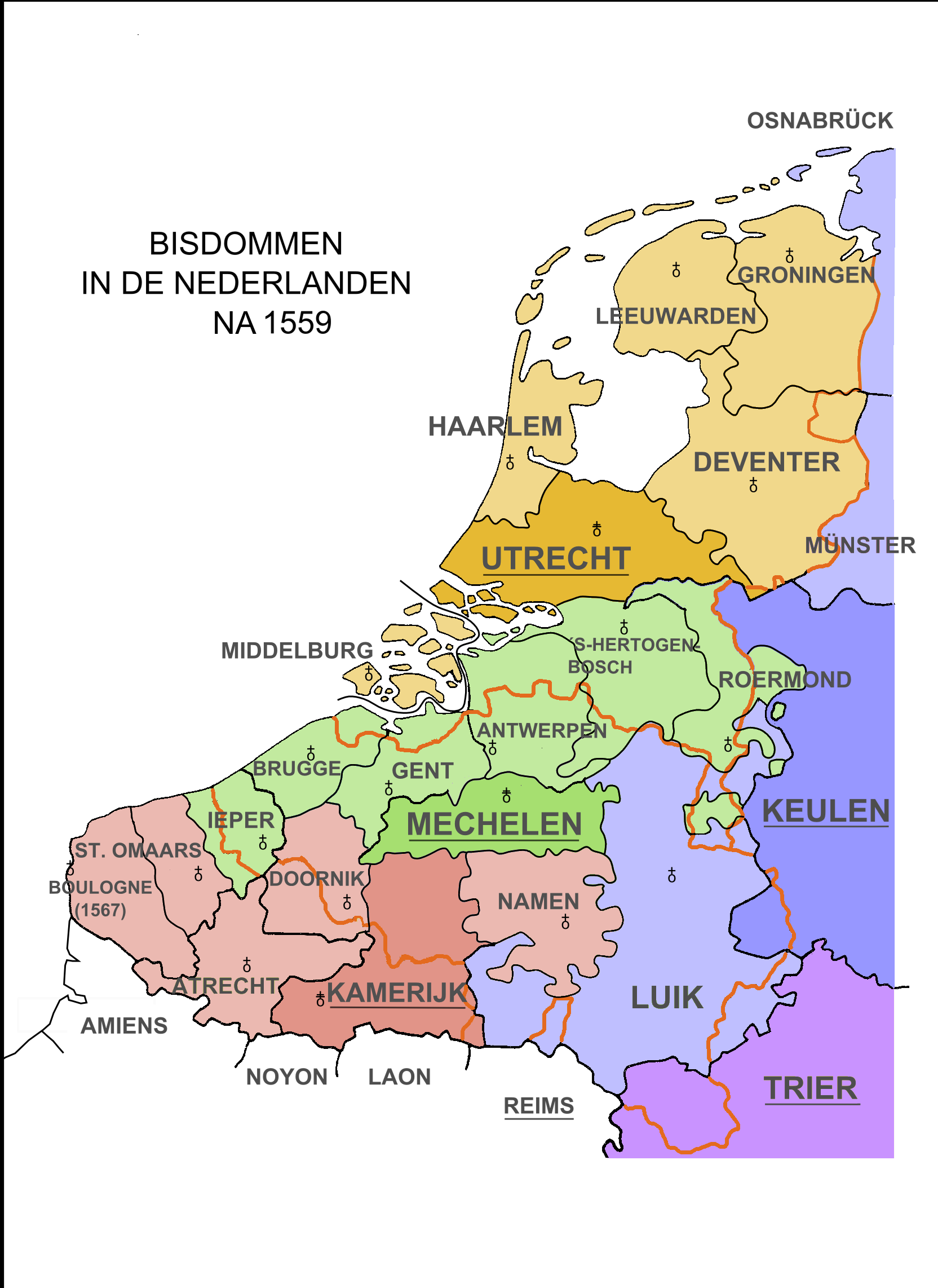
Bisdommen na Super universas

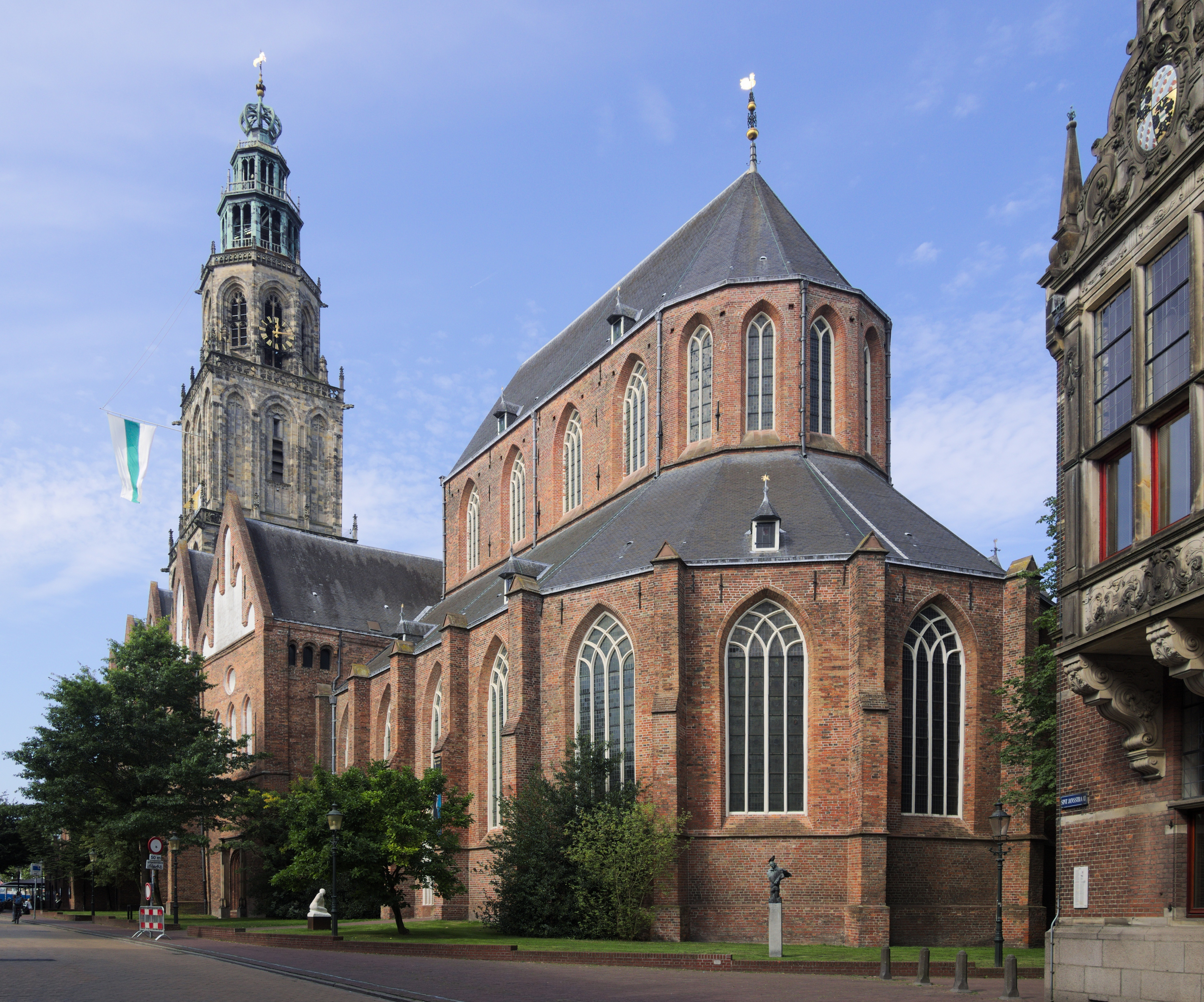
De Martinikerk

Het eerste bisdom Groningen maakte deel uit van de nieuwe bisschoppelijke indeling van de Nederlanden zoals die door paus Paulus IV bekend werd gemaakt (in diens bul Super Universas van 1559). De nieuwe indeling kwam tot stand op aandringen van koning Filips II om het oprukkende protestantisme terug te dringen. De eerste bisschop werd in 1561 benoemd, de Martinikerk werd verheven tot kathedraal. Het bisdom omvatte alleen de tegenwoordige provincies Groningen en Drenthe. Friesland vormde een apart bisdom met zetel in Leeuwarden.
De creatie van het nieuwe bisdom Groningen ging ten koste van het bisdom Utrecht, het bisdom Münster en het bisdom Osnabrück. Voor Utrecht werd het verlies in het noorden gecompenseerd door de verheffing tot aartsbisdom. Osnabrück raakte slechts een aantal parochies kwijt in Westerwolde. Voor Münster was het verlies van de relatief rijke parochies in de Ommelanden echter een forse aderlating. De invallen van de bisschop van Münster in de zeventiende eeuw waren mede bedoeld om dat verlies ongedaan te maken.
In 1561 werd Johan Knijf, een franciscaan, tot eerste bisschop benoemd. Hij werd in 1563 door kardinaal Granvelle in Brussel tot bisschop gewijd. Groningen verzette zich tegen de komst van een bisschop en pas in 1568 kon Knijf, gesteund door troepen van Alva, zijn cathedra in zijn kathedraal innemen. In 1576 stierf hij aan de pest. De overleden bisschop werd vanwege de besmettingsangst snel en zonder veel plichtplegingen begraven in een vrij graf in het ambulatorium ten oosten van het altaar. Later werden zijn resten opgegraven en in een grafkelder onder het koor gelegd. Er is geen steen en ook geen grafmonument bewaard gebleven.
Dertien jaar lang bleef de in het koor opgestelde bisschoppelijke troon leeg. Pas in 1589 werd de Utrechtse kanunnik Johan van Bruheze tot tweede bisschop van Groningen benoemd. Hij kwam nooit naar Groningen en werd in 1593 aartsbisschop van Utrecht. Zijn opvolger werd de dominicaan Arnold Nijlen. Deze derde bisschop van Groningen bracht in zijn gevolg tal van jezuïeten mee om de contrareformatie te bevorderen. Maar op 22 juli 1594 veroverden prins Maurits en de Friese stadhouder Willem Lodewijk Groningen op de katholieken.
De reductie van Groningen (een verdrag waarin de stad en de Ommelanden werden samengevoegd voor het lidmaatschap van de Unie van Utrecht) maakte een einde aan het openlijk belijden van het katholicisme in Noord-Nederland en ook aan de Martinikerk als kathedraal. De bisschop moest vluchten.

### Hollandse zending
Het bisdom Groningen had weliswaar opgehouden te bestaan, maar het Groninger, Friese en Drentse katholicisme niet, al was het in laatstgenoemde provincie wel heel dunnetjes geworden. Niet alleen op plaatsen waar de leden van de landadel, de bewoners van de borgen en stinsen, katholiek waren gebleven, werd in het geheim de mis opgedragen, maar ook katholiek gebleven landbouwers speelden hierbij een grote rol. Zo ontstond rond 1730 de statie Den Hoorn in de omgeving van de Lulemaborg te Warfhuizen. Een schuilkerk werd gebouwd op een aangekocht stuk land ten zuiden van het reeds lang bestaande lintdorp. Ook de staties Bedum en Uithuizen lijken hun oorsprong deels te danken te hebben aan adellijke ondersteuning, al speelden katholieke boeren op onder meer de Poel (Bedum), Kruisstee (Usquert) en Langenhuis (Uithuizen) ook een grote rol. Rondtrekkende priesters, zogenaamde "omes" droegen in de schuren van boerderijen als Feddemaheerd (Kloosterburen) de mis op, de eerste jaren soms met gevaar voor eigen leven, later veelal "gedoogd", al dreigden doorlopend boetes en uitzettingen van priesters. Groningen, Friesland en Drenthe waren met andere woorden een deel geworden van de Hollandse Zending, het missiegebied boven de grote rivieren.

### Herstel van de hiërarchie: geen bisdom Groningen
Hoewel er van tevoren wel over gesproken was, kwam er bij het herstel van de bisschoppelijke hiërarchie in 1853 géén bisdom Groningen: het gebied werd bij het aartsbisdom Utrecht gevoegd. 

### Het nieuwe bisdom Groningen
Uiteindelijk werd het bisdom in 1956 gesticht (tegelijk met het bisdom Rotterdam), eigenlijk alleen vanwege de eigenheid van de streek en de bevolking. Er woonden relatief gezien immers erg weinig katholieken en veel roepingen voor het priesterschap waren er ook nooit geweest in de drie noordelijke provincies. Daarom speelde men met de gedachte Twente aan Groningen toe te voegen, maar dit werd tegengehouden door de op dat moment zojuist aartsbisschop van Utrecht geworden kardinaal Alfrink, die die bron van priesters hard nodig had voor zijn eigen bisdom. Friesland hoorde er echter deze keer wel bij.
Mede in verband met de historische claims van Friesland en Leeuwarden op een bisschoppelijke zetel werd de naam van het bisdom op 26 november 2005 veranderd in bisdom Groningen-Leeuwarden.
Het gebied van de gemeenten Noordoostpolder en Urk was sinds de inpoldering van de Noordoostpolder officieel ingedeeld in een apostolische administratie. Eerst bij decreet van 30 november 2024 van de dicasterie voor de Bisschoppen is het gebied definitief ingedeeld bij het bisdom.

### Bisschoppen

#### Bisschop Nierman
De heroprichter en eerste moderne bisschop was mgr. P.A. Nierman, tot dan toe pastoor en deken van Groningen. Hij was geen geleerde, maar een praktische zielzorger met een ruime ervaring als kapelaan en pastoor. Hij was een groot voorstander van oecumene en werkte samen met andere zielzorgers en andere christelijke kerken. In de jaren vijftig en zestig werden er veel moderne kerken in het bisdom gebouwd. Nierman reorganiseerde de kerkelijke structuren en stichtte een kleinseminarie, het Liudgerconvict in Harendermolen. Het Liudgerconvict was verbonden aan het Maartenscollege, het enige katholieke lyceum in het Noorden, dat in deze jaren sterk groeide. De Groninger Sint-Martinuskerk, een neogotische schepping van de Roermondse architect Pierre Cuypers, werd de nieuwe kathedraal.

#### Bisschop Möller
De opvolger van Nierman als bisschop van Groningen in 1969 was mgr. Johann Bernard Wilhelm Maria Möller. Zijn episcopaat duurde dertig jaar. In deze periode werd ook het jonge bisdom Groningen getroffen door de kerkelijke crisis (door behoudende katholieken wel Tweede Beeldenstorm genoemd) die ontstond tijdens het Tweede Vaticaans Concilie. Het kerkbezoek liep sterk terug, de liturgie werd indringend gewijzigd en onder de geestelijkheid en de meer kerkbetrokken gelovigen stak de polarisatie de kop op. In 1969 werd het Liudgerconvict opgeheven; een jaar later verloor de Sint-Martinuskathedraal zijn functie, om ten slotte in 1982 plaats te maken voor de nieuwbouw van de universiteitsbibliotheek. Later werd de Sint Jozefkerk, eveneens van architect Cuypers, en veel meer dan de Sint Martinus een hoogtepunt in diens oeuvre, tot kathedraal verheven.
De aimabele bisschop Möller had niet de mogelijkheid om iets aan de moeilijkheden van de katholieke Kerk te doen.

#### Bisschop Eijk

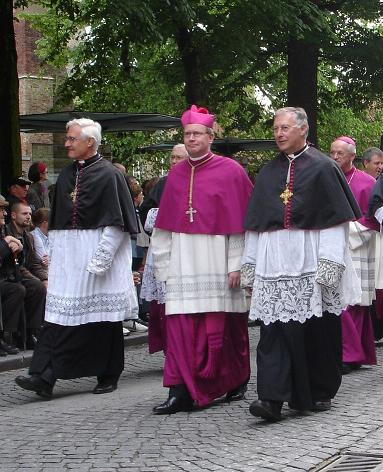
Mgr. Eijk (midden) bij de Heilig Bloedprocessie te Brugge

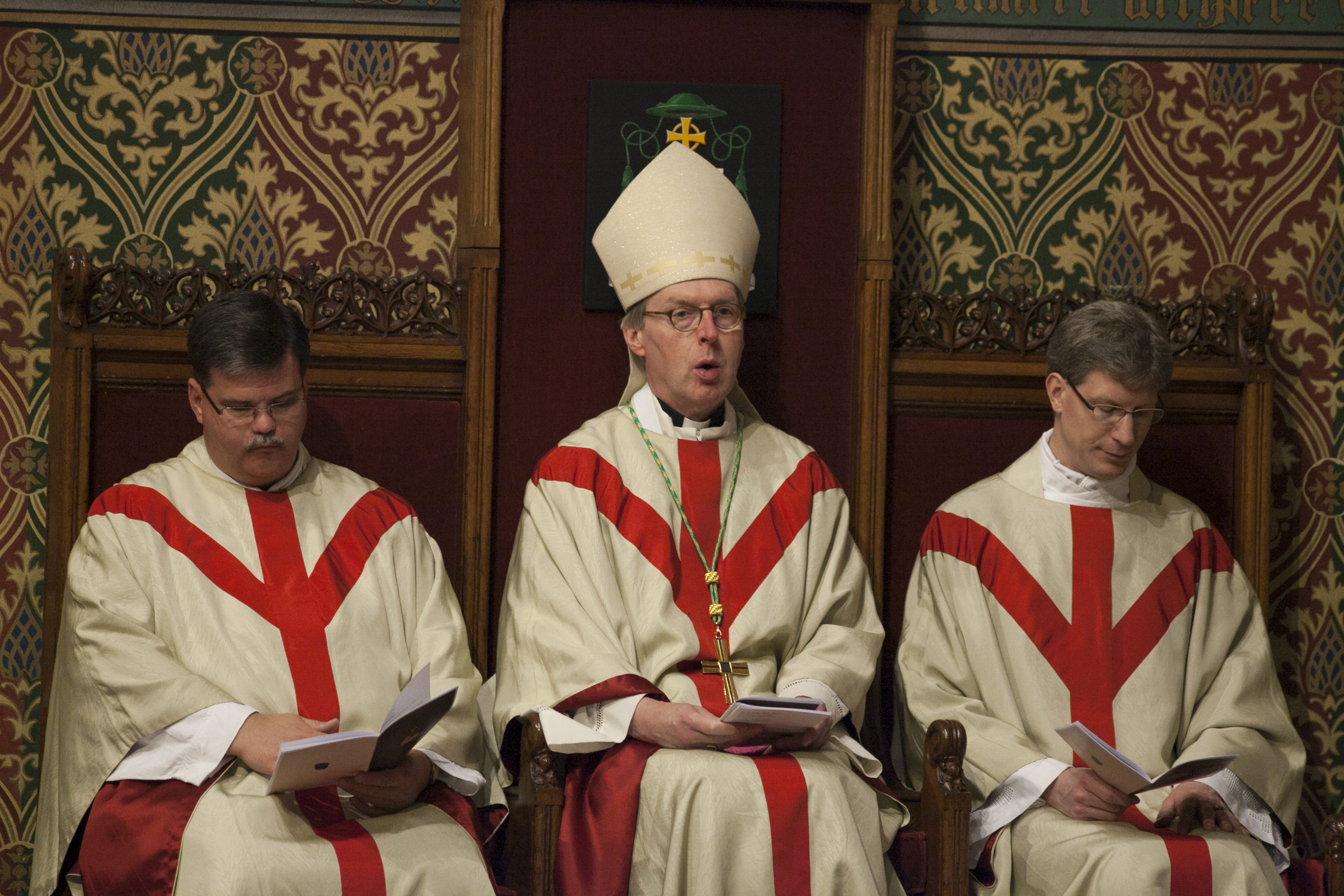
Mgr. de Korte, tot 2016 bisschop van het bisdom, met zijn beide vicarissen

Toen monseigneur Eijk op 6 november 1999 aantrad als opvolger van bisschop Möller, werd hij bijna onmiddellijk door de landelijke pers aangevallen op zijn standpunten ten aanzien van de seksuele moraal die extreem conservatief en onbuigzaam zouden zijn. Aanleiding was een aantal collegedictaten uit de jaren 90 die Eijk aan priesterstudenten had gegeven in de tijd dat hij moraaltheologie doceerde aan onder andere de seminaries van ’s-Hertogenbosch en Roermond, en die nu bij de kerkhistoricus Ton van Schaik waren terechtgekomen. Vooral de opmerkingen over homoseksualiteit die erin stonden, deden veel stof opwaaien; deze leverden de bisschop niet alleen een protest op van de Nederlandse Vereniging voor Integratie van Homoseksualiteit COC, maar ook de ex-priester Herman Verbeek en de Acht-Mei-beweging uitten scherpe kritiek op Eijks denkbeelden. Van Schaik noemde de opvattingen van Eijk "onpastoraal en onbarmhartig". "Dit zijn denkbeelden uit de jaren dertig, relicten uit een afgesloten verleden.".
Op andere opmerkingen van Eijk reageerde het Nederlands-Israëlitisch Kerkgenootschap (NIK) pijnlijk getroffen: de bisschop zou hebben verklaard dat wat de katholieke Kerk de joden in de loop der eeuwen had aangedaan, vaak schromelijk overdreven werd. Een aangezegde strafvervolging wegens discriminatie werd echter niet ontvankelijk verklaard, omdat er volgens de officier van Justitie geen opzet in het spel was en de dictaten evenmin voor de openbaarheid bestemd waren geweest. In de loop van september 1999 luwde deze zaak na verzoenende stappen van de verschillende partijen.
In 2001 werd de bisschop getroffen door een hersenbloeding, en moest hij zijn bisdom lange tijd aan zijn beide vicarissen overlaten.
Na deze moeilijke start werd tijdens het episcopaat van mgr. Eijk ook aan opbouw gedaan. Het aantal priesterwijdingen is de afgelopen jaren wat gestegen. Het aantal katholieken en het aantal kerkbezoekers (relatief het hoogste in Nederland) is in recente jaren echter verder afgenomen. Sommigen zijn van mening dat de benoeming van Willem Eijk als bisschop van Groningen-Leeuwarden het bisdom geen goed heeft gedaan: zo werd de rol van pastorale werkers teruggedrongen - maar analoog daaraan is de liturgische rol van leken in de gehele Rooms-Katholieke Kerk minder prominent geworden. Anderen zijn juist van mening dat mgr. Eijk door krachtig bestuur en een focus op jongerenwerk het bisdom vruchtbaar heeft gehouden voor de toekomst. Het beleid van het bisdom werd traditioneler ten koste van sommige gebruiken die in Nederland in de jaren zestig en zeventig van de twintigste eeuw ontstonden.
Op 11 december 2007 werd bisschop Eijk benoemd tot aartsbisschop van Utrecht. De leiding over het bisdom Groningen bleef hij nog waarnemen tot september 2008. Ook verscheidene andere hogere functionarissen zijn naar het aartsbisdom of andere bisdommen overgeplaatst, wat de toch al kleine staf nog verder heeft gereduceerd.
Het bisdom heeft twee vicarissen-generaal: P. Wellen, pastoor van het parochieverband Hoogeveen, Meppel en Beilen en A. Bultsma, pastoor te Bolsward.

#### Bisschop De Korte
Op 13 september 2008 werd Eijk als bisschop van Groningen opgevolgd door Gerard de Korte, die daarvoor hulpbisschop was van het aartsbisdom Utrecht. Mgr. de Korte werd door de omstandigheden gedwongen om in het bisdom grootschalige reorganisaties door te voeren, waaronder het fuseren van 81 parochies tot 19 nieuwe. Desondanks was De Korte in het bisdom geliefd, wat bleek uit de reacties in de pers toen op zaterdag 5 maart 2016 bekend werd dat hij door paus Franciscus was benoemd tot bisschop van 's-Hertogenbosch. In april 2016 nam De Korte afscheid van Groningen-Leeuwarden; hij werd op 14 mei 2016 geïnstalleerd als bisschop van Den Bosch.

#### Bisschop Van den Hout
Na de aanstelling van bisschop De Korte in het bisdom 's-Hertogenbosch was de zetel van het noordelijke bisdom ongeveer een jaar onbezet. Peter Wellen, de pastoor van de Liudgerparochie (Noord-Groningen), kreeg tijdelijk de leiding, als diocesaan administrator. Het kapittel van het bisdom en de aartsbisschop van Utrecht, Wim Eijk, waren het oneens over de opvolging. Uiteindelijk moest de pauselijke nuntius in Nederland een besluit nemen en een voordracht opmaken. Op 1 april 2017 werd Ron van den Hout, vicaris-generaal van het bisdom 's-Hertogenbosch, benoemd tot bisschop van Groningen-Leeuwarden. Zijn bisschopswijding vond plaats op 3 juni 2017.
Van den Hout werd op 21 juni 2024 benoemd als bisschop van Roermond. Op 15 augustus 2024 heeft Van den Hout met een viering in de Groningse kathedraal afscheid genomen van het bisdom Groningen-Leeuwarden.

#### Bisschop-elect Cornelissen
Op 7 juli 2025 werd bekend, dat paus Leo XIV Ronald Cornelissen heeft benoemd tot de nieuwe bisschop van Groningen-Leeuwarden. Cornelissen was onder meer vicaris van het vicariaat Deventer. Hij werd in 1996 tot priester gewijd en was tot zijn benoeming tot bisschop priester binnen het aartsbisdom Utrecht.
Het zal nog enkele maanden duren voordat Cornelissen zijn zetel in bezit neemt. Op 11 oktober 2025 zal Cornelissen de bisschopswijding ontvangen in de Sint-Jozefkathedraal te Groningen. De aartsbisschop van Utrecht, kardinaal Eijk, zal de eerst wijdende bisschop zijn.

## Kathedraal

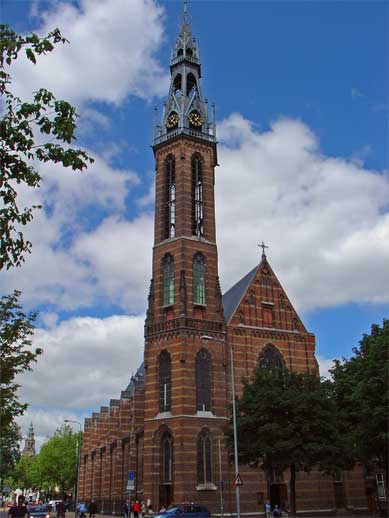
De Sint-Jozefkathedraal

De kathedraal van het bisdom is de Sint-Jozefkerk aan de Radesingel in Groningen. Bij de hernieuwde oprichting van het bisdom in 1956 werd de toenmalige Sint-Martinuskerk aan het Broerplein tot kathedraal verheven. Deze kerk werd echter in 1970 aan de eredienst onttrokken, en uiteindelijk in 1982 gesloopt. Tijdens het eerste bisdom Groningen, in de zestiende eeuw, was de toen nog rooms-katholieke Martinikerk de kathedraal van Groningen.

## Religieus leven in het bisdom
Voor de reformatie was de concentratie van kloosters en abdijen in het gebied van het huidige bisdom extreem hoog. De Cisterciënzerabdij van Aduard was zelfs een van de grootste abdijen van Europa. Behalve Cisterciënzers waren er ook Benedictijnen, Norbertijnen, Dominicanen, Franciscanen en Kruisheren in het bisdom aanwezig. Zie voor een overzicht de lijst van kloosters in Groningen en kloosters in Friesland. In Drenthe was het vrouwenklooster Maria in Campis dusdanig belangrijk, dat het huidige provinciewapen afgeleid is van het zegel van dat klooster. Na het Herstel van de Hiërarchie vestigden zich er franciscanen, jezuïeten, karmelieten en karmelietessen in het gebied, alsmede leden van verschillende 19e-eeuwse congregaties. De secularisatie maakte in de tweede helft van de 20e eeuw echter alweer een einde aan het bestaan van deze huizen. Het laatste klooster, dat van de Karmelietessen in Drachten, sloot in 1992. De enige functionerende contemplatieve instellingen van het bisdom zijn op dit moment de in 2001 gestichte Warfhuister Kluis en de in 2015 naar Schiermonnikoog verplaatste Abdij Sion.

## Bedevaartplaatsen
In de middeleeuwen was Bedum een belangrijke bedevaartplaats in het gebied van het huidige bisdom. Daar werden Walfridus en diens zoon Radfridus vereerd, beide slachtoffers van de Noormannen. Het bekendste heiligdom was echter wellicht Dokkum, waar de heilige Bonifatius was vermoord. Sacramentsbedevaarten waren er in Appingedam en Helpman. Als bedevaartplaatsen van Maria waren verder Oosterwijtwerd, Groningen, Leeuwarden en Bolsward vermaard. Na de reformatie leefden de bedevaarten naar Dokkum (nu mede ter ere van Titus Brandsma), Bolsward en Leeuwarden weer op. In 1951 kwam daar de verering voor de Hertogin van Drenthe in Emmer-Compascuum nog bij. Vanaf 2003 ontwikkelde zich de bedevaart naar de Bedroefde Moeder van Warfhuizen in de kapel van de kluis aldaar. Verder is ook nog de bedevaart naar Gerardus Majella in Barger-Oosterveld tot op heden altijd levendig gebleven.

## Heiligen en gedenkdagen in het bisdom
- H. Frederik van Hallum (3 maart, vrije gedachtenis)
- H. Ludger van Münster (26 maart, vrije gedachtenis)
- H. Beda de Eerbiedwaardige (24 mei, vrije gedachtenis)
- H. Bonifatius (5 juni, hoogfeest)
- H. Willehad van Bremen (8 november, vrije gedachtenis)